# Scenens Børn (film fra 1919)
|  | Denne artikel er oprettet af botten PalnaBot ud fra en ekstern database. Den kan derfor have sproglige fejl eller mangler. Denne skabelon kan fjernes efter kontrol af indholdet. |

 For alternative betydninger, se Scenens Børn. (Se også artikler, som begynder med Scenens Børn)
Scenens Børn er en stumfilm fra 1919 instrueret af Fritz Magnussen efter manuskript af Bertel Krause og Fritz Magnussen.